# Anna Bogalij-Titowiec
Anna Iwanowna Bogalij-Titowiec (ros. Анна Ивановна Богалий-Титовец, ur. 12 czerwca 1979 w Wołogdzie) – rosyjska biathlonistka, dwukrotna medalistka olimpijska i siedmiokrotna medalistka mistrzostw świata.

## Kariera
Po raz pierwszy na arenie międzynarodowej pojawiła się w 1998 roku, zdobywając na mistrzostwach świata juniorów w Valcartier złoto w biegu drużynowym. Podczas mistrzostw świata juniorów w Pokljuce rok później zdobyła srebrny medal w sztafecie.
W Pucharze Świata zadebiutowała 30 listopada 2000 roku w Anterselvie, zajmując 34. miejsce w biegu indywidualnym. Pierwsze punkty (w sezonach 2000/2001-2007/2008 punktowało 30. najlepszych zawodniczek) wywalczyła 7 grudnia 2000 roku w tej samej miejscowości, gdzie zajęła 13. miejsce w sprincie. Pierwszy raz na podium zawodów pucharowych stanęła 11 stycznia 2004 roku w Pokljuce, gdzie wygrała rywalizację w biegu masowym. W zawodach tych wyprzedziła Liv Grete Poirée z Norwegii i Niemkę Uschi Disl. W kolejnych startach jeszcze 13 razy stawała na podium, odnosząc przy tym kolejne dwa zwycięstwa: 21 stycznia 2004 roku w Anterselvie i 10 lutego 2005 roku w Pragelato wygrywała biegi indywidualne. Najlepsze wyniki osiągnęła w sezonie 2003/2004, kiedy zajęła piąte miejsce w klasyfikacji generalnej. W tym samym sezonie była też druga w klasyfikacjach biegu masowego i biegu indywidualnego.
Podczas mistrzostw świata w Pokljuce w 2001 roku wspólnie z Olgą Pylową, Galiną Kuklewą i Swietłaną Iszmuratową zdobyła złoty medal w sztafecie. Na rozgrywanych trzy lata później mistrzostwach świata w Oberhofie trzykrotnie stawała na podium. Najpierw zajęła drugie miejsce w sprincie, rozdzielając Liv Grete Poirée oraz sklasyfikowane ex aequo na trzeciej pozycji Jekatierinę Iwanową z Białorusi i Niemkę Martinę Glagow. W biegu pościgowym Glagow ją wyprzedziła i Bogalij zdobyła ostatecznie brązowy medal. Ponadto razem z Pylową, Iszmuratową i Albiną Achatową zdobyła srebro w sztafecie.
Kolejny medal zdobyła podczas mistrzostw świata w Hochfilzen w 2005 roku. Reprezentacja Rosji w składzie: Olga Pylowa, Swietłana Iszmuratowa, Anna Bogalij-Titowiec i Olga Zajcewa wywalczyła złoto w sztafecie. W konkurencjach indywidualnych była między innymi siódma w biegu indywidualnym i sprincie oraz piąta w biegu pościgowym. W tym samym roku wystąpiła też na mistrzostwach świata w biathlonie sztafet mieszanych w Chanty-Mansyjsku, razem z Olgą Zajcewą, Siergiejem Czepikowem i Siergiejem Rożkowem zdobyła srebrny medal. W tej samej konkurencji wywalczyła też złoto podczas mistrzostw świata w Pokljuce, startując razem z Siergiejem Czepikowem, Iriną Malginą i Nikołajem Krugłowem.
W 2002 roku wystartowała na igrzyskach olimpijskich w Salt Lake City, zajmując 18. miejsce w sprincie i 19. miejsce w biegu pościgowym. Na rozgrywanych cztery lata później igrzyskach w Turynie wspólnie z Zajcewą, Iszmuratową i Achatową została mistrzynią olimpijską w sztafecie. Zajęła też 35. miejsce w biegu indywidualnym. Brała też udział w igrzyskach olimpijskich w Vancouver w 2010 roku, gdzie Rosjanki w składzie: Swietłana Slepcowa, Anna Bogalij-Titowiec, Olga Miedwiedcewa (Pylowa) i Olga Zajcewa ponownie zwyciężyły w sztafecie. Ponownie wystartowała też w biegu indywidualnym, zajmując tym razem 25. miejsce.
W sierpniu 2012 roku zakończyła karierę sportową.
Otrzymała Medal Orderu „Za zasługi dla Ojczyzny” II klasy w 2009 roku oraz Order Przyjaźni rok później.

## Osiągnięcia

### Igrzyska olimpijskie
| Rok  | Miejscowość    | Konkurencje | Konkurencje | Konkurencje | Konkurencje | Konkurencje | Konkurencje | Konkurencje |
| Rok  | Miejscowość    | IN          | SP          | PU          | MS          | RL          | MR          | SR          |
| ---- | -------------- | ----------- | ----------- | ----------- | ----------- | ----------- | ----------- | ----------- |
| 2002 | Salt Lake City | –           | 18.         | 19.         | nd.         | –           | nd.         | –           |
| 2006 | Turyn          | –           | 35.         | –           | –           | 1.          | nd.         | –           |
| 2010 | Vancouver      | 25.         | –           | –           | –           | 1.          | nd.         | –           |

### Mistrzostwa świata
| Rok  | Miejscowość     | Konkurencje | Konkurencje | Konkurencje | Konkurencje | Konkurencje | Konkurencje | Konkurencje |
| Rok  | Miejscowość     | IN          | SP          | PU          | MS          | RL          | MR          | SR          |
| ---- | --------------- | ----------- | ----------- | ----------- | ----------- | ----------- | ----------- | ----------- |
| 2001 | Pokljuka        | 5.          | –           | –           | –           | 1.          | nd.         | –           |
| 2003 | Chanty-Mansyjsk | 39.         | –           | –           | –           | –           | nd.         | –           |
| 2004 | Oberhof         | 10.         | 2.          | 3.          | 14.         | 2.          | nd.         | –           |
| 2005 | Hochfilzen      | 7.          | 7.          | 5.          | 19.         | 1.          | nd.         | –           |
| 2005 | Chanty-Mansyjsk | nd.         | nd.         | nd.         | nd.         | nd.         | 2.          | –           |
| 2006 | Pokljuka        | nd.         | nd.         | nd.         | nd.         | nd.         | 1.          | –           |
| 2007 | Anterselva      | 59.         | –           | –           | –           | 7.          | –           | –           |
| 2011 | Chanty-Mansyjsk | 21.         | 21.         | 11.         | 23.         | 8.          | –           | –           |
| 2012 | Ruhpolding      | –           | 41.         | 23.         | –           | 7.          | –           | –           |

### Mistrzostwa Europy
| Rok  | Miejscowość | Konkurencje | Konkurencje | Konkurencje | Konkurencje | Konkurencje | Konkurencje | Konkurencje |
| Rok  | Miejscowość | IN          | SP          | PU          | MS          | RL          | MR          | SR          |
| ---- | ----------- | ----------- | ----------- | ----------- | ----------- | ----------- | ----------- | ----------- |
| 2003 | Zakopane    | 11.         | –           | –           | nd.         | 1.          | nd.         | –           |
| 2005 | Nowosybirsk | 3.          | 3.          | 3.          | nd.         | 1.          | nd.         | –           |

### Mistrzostwa świata juniorów
| Rok  | Miejscowość | Konkurencje | Konkurencje | Konkurencje | Konkurencje | Konkurencje | Konkurencje | Konkurencje |
| Rok  | Miejscowość | IN          | SP          | PU          | MS          | RL          | MR          | SR          |
| ---- | ----------- | ----------- | ----------- | ----------- | ----------- | ----------- | ----------- | ----------- |
| 1998 | Valcartier  | 14.         | –           | nd.         | nd.         | –           | nd.         | –           |
| 1999 | Pokljuka    | 7.          | 16.         | 8.          | nd.         | 2.          | nd.         | –           |

### Puchar Świata

#### Miejsca w klasyfikacji generalnej
| Sezon     | Miejsce |
| --------- | ------- |
| 2000/2001 | 18.     |
| 2001/2002 | 16.     |
| 2002/2003 | 24.     |
| 2003/2004 | 5.      |
| 2004/2005 | 15.     |
| 2005/2006 | 23.     |
| 2006/2007 | 41.     |
| 2009/2010 | 28.     |
| 2010/2011 | 21.     |
| 2011/2012 | 18.     |

#### Miejsca na podium chronologicznie
| Lp. | Dzień       | Rok  | Miejscowość     | Konkurencja                | Lokata | Pudła   | Czas biegu | Strata  | Zwycięzca          |
| --- | ----------- | ---- | --------------- | -------------------------- | ------ | ------- | ---------- | ------- | ------------------ |
| 1.  | 11 stycznia | 2004 | Pokljuka        | Bieg masowy na 12,5 km     | 1.     | 0+1+0+0 | 39:02,8    | –       | –                  |
| 2.  | 21 stycznia | 2004 | Anterselva      | Bieg indywidualny na 15 km | 1.     | 0+0+0+0 | 43:42,8    | –       | –                  |
| 3.  | 25 stycznia | 2004 | Anterselva      | Bieg masowy na 12,5 km     | 3.     | 0+1+2+0 | 41:09,2    | +9,9    | Linda Tjørhom      |
| 4.  | 7 lutego    | 2004 | Oberhof         | Sprint na 7,5 km           | 2.     | 0+0     | 25:51,0    | +20,6   | Liv Grete Poirée   |
| 5.  | 8 lutego    | 2004 | Oberhof         | Bieg pościgowy na 10 km    | 3.     | 1+1+3+0 | 37:39,3    | +1:03,3 | Liv Grete Poirée   |
| 6.  | 27 lutego   | 2004 | Lake Placid     | Sprint na 7,5 km           | 3.     | 1+0     | 20:19,6    | +25,6   | Olga Miedwiedcewa  |
| 7.  | 28 lutego   | 2004 | Lake Placid     | Bieg pościgowy na 10 km    | 2.     | 0+1+1+1 | 31:11,3    | +35,4   | Olga Miedwiedcewa  |
| 8.  | 6 marca     | 2004 | Fort Kent       | Bieg masowy na 12,5 km     | 2.     | 2+0+1+0 | 37:14,6    | +28,5   | Olga Miedwiedcewa  |
| 9.  | 10 lutego   | 2005 | Pragelato       | Bieg indywidualny na 15 km | 1.     | 0+0+0+1 | 50:47,9    | –       | –                  |
| 10. | 19 marca    | 2005 | Chanty-Mansyjsk | Bieg masowy na 12,5 km     | 3.     | 0+1+0+0 | 38:08,2    | +30,9   | Olga Zajcewa       |
| 11. | 25 marca    | 2006 | Oslo            | Bieg pościgowy na 10 km    | 2.     | 0+0+0+0 | 32:17,7    | +51,5   | Kati Wilhelm       |
| 12. | 19 grudnia  | 2009 | Pokljuka        | Sprint na 7,5 km           | 2.     | 1+0     | 24:57,0    | +43,4   | Swietłana Slepcowa |
| 13. | 20 grudnia  | 2009 | Pokljuka        | Bieg pościgowy na 10 km    | 3.     | 0+1+1+0 | 34:03,2    | +43,2   | Swietłana Slepcowa |
| 14. | 20 marca    | 2011 | Oslo            | Bieg masowy na 12,5 km     | 2.     | 0+0+0+1 | 36:13,0    | +16,0   | Darja Domraczewa   |